# Kós Péter
Kós Péter, született Raab Leó (Perovo, Moszkva, Szovjet-Oroszország, 1921. augusztus 15. – 1994 k.[forrás?]) oroszországi születésű magyar kommunista aktivista, 1939-től Konduktorov Leó néven okleveles vegyész, 1949-től a magyar Külügyminisztérium tisztviselője. 1952-től Kós Péter néven a washingtoni magyar követség tanácsosa, 1954-től a Magyar Népköztársaság indiai nagykövete, 1956 májusától az ország washingtoni nagykövete és a New York-i állandó magyar ENSZ-képviselet vezetője. Az 1956-os forradalom alatti és utáni politikai szerepe máig erősen vitatott. A szovjet ENSZ-fődelegátussal karöltve végig azt képviselte, hogy a „magyar kérdés” (azaz a forradalom és annak leverése) a Magyar Népköztársaság kizárólagos belügye, és az ENSZ Biztonsági Tanácsa nem illetékes annak megvitatására. Saját állítása szerint mindezt a Nagy Imre-kormány hivatalos megbízását követve tette. A korabeli forradalmi sajtó és a Külügyminisztérium forradalmi bizottságának több közleménye Lev Konduktorov néven, szovjet állampolgárként aposztrofálta, szovjet ügynöknek minősítette, és követelte elmozdítását. Október 31-én leváltották, november 5-én visszahelyezték. 1957-től a rendszerváltásig a Kádár-rendszer külügyi főtisztviselője, több külföldi állomáshelyen. 1990 után néhány önigazoló szándékú sajtóinterjút adott, 1993 óta nem szerepelt nyilvánosan.

## Élete

### Származása
Raab Leó néven született 1921. augusztus 15-én Moszkva elővárosában, Perovóban. Édesapja, dr. Raab Nándor karcagi születésű ügyvédjelölt, az Osztrák–Magyar Monarchia besorozott katonájaként került az első világháború orosz frontjára. Itt hadifogságba esett, és csatlakozott a hadifoglyok körében szerveződő kommunista mozgalomhoz. Idealista világforradalmárként gondolkodott, a Kommunista (bolsevik) Párt tisztségviselője lett, egy ideig a moszkvai magyar pártiskola vezetőjeként is dolgozott. Később, a polgárháború során elfordult a szovjet bolsevik párt irányvonalától.
A hadikórházban megismerkedett Anna Konduktorova orosz ápolónővel, akit feleségül vett. Fiuk, Raab Leó 1921-ben, az oroszországi polgárháború utolsó évében született. Születése után néhány hónappal a szülők Bécsbe, majd a Romániához csatolt Nagyváradra költöztek. A polgárháború utáni Szovjet-Oroszország korabeli viszonyainak ismeretében valószínűsíthető, hogy illegális politikai megbízatással érkeztek új lakóhelyükre. (Raab Nándor életpályáját ismerteti a „Magyar internacionalisták a Nagy Októberi Szocialista Forradalomban és a polgárháborúban” című, 1967-ben megjelent könyv.)

### 1929-től 1945-ig
Saját későbbi (a Magyar Nemzetnek adott) nyilatkozata szerint gyermekkorát Nagyváradon töltötte, magyar óvodába járt. A család 1929-ben áttelepült Budapestre, Magyarországra. Raab Leó az első elemi iskolai osztályt Óbudán fejezte be. Apja azonban Budapesten nem kapott ügyvédi állást, ezért 1934-ben szülővárosába, Karcagra költözött, fiát az itteni református „nagykun” gimnáziumba íratta.
1938-ig Raab Leó néven élt, gimnáziumi értesítői is e névre szóltak. Az első zsidótörvény elfogadása után mindenkit köteleztek származásának igazolására. Mivel a Szovjetunióban kiállított anyakönyvi iratokat nem fogadták el, sem az ő születési anyakönyvi kivonatát, sem szüleinek házasságlevelét, ezért apját, Raab Nándort hivatalosan felszólították, tegyen nyilatkozatot, hogy Leó az ő törvényes fia, és viselheti apjának családnevét. A zsidó származású Raab Nándor nem tett ilyen nyilatkozatot, ezért fiát 1939-től orosz nemzetiségű anyjának családnevén, Konduktorov Leó néven vették nyilvántartásba. Ez a lépés egyben „árjásította” a fiút, azaz mentesítette a zsidó származás és az ezzel járó hátrányos jogkövetkezmények alól.
1939-ben már Konduktorov Leó néven tett érettségi vizsgát, beiratkozott a budapesti Pázmány Péter Tudományegyetem természettudományi karára. 1940-ben édesanyja elhunyt, Leó későbbi nyilatkozata szerint „tragikus körülmények között”. 1944-ben Leó okleveles vegyészi oklevelet szerzett. Édesapja a holokauszt áldozatává vált, 1944-ben nem tért vissza a deportálásból.

### 1945-től 1956-ig
1945 után Konduktorov Leó, végzett vegyészmérnökként, megszerezte a műszaki doktori címet, és először a Péti Nitrogénműveknél, majd a Molaj nevű olajipari magyar-szovjet vegyesvállalatnál helyezkedett el. Anyjától örökölt orosz nyelvtudását hasznosítva a szovjet igazgató tolmácsaként dolgozott. A kommunista hatalomátvétel után, 1949-ben az MDP-központ ajánlására behívták a Külügyminisztériumba, ahol rövid idő alatt a gazdaságpolitikai főosztályon osztályvezetői beosztást kapott.
1952-ben a washingtoni magyar követség tanácsosává nevezték ki, ennek feltételeként újabb névváltoztatásra szólították fel. Az 1990-ben az Igazságnak adott nyilatkozata szerint főnökei sem anyai, sem eredeti apai vezetéknevét nem tartották megfelelőnek: „…a minisztériumban azt mondták, hogy a Konduktorov orosz név, a Raab meg németes. Így kellett tehát életem harmadik nevét választanom, ezért lettem Kós Péter.”
Kós Péter egy éven át, 1953-ig követtanácsosként dolgozott Washingtonban. 1954-ben a Magyar Népköztársaság indiai nagykövetévé nevezték ki. Veleszületett nyelvérzékére támaszkodva megtanulta a hindi nyelvet, és gyűjteni kezdte az anyagot egy jövendő magyar–hindi szótárhoz. (Az általa szerkesztett magyar-hindi szótár 1973-ban jelent meg az Akadémiai Kiadó gondozásában Budapesten).
1955 decemberében Magyarország az ENSZ tagja lett. 1956 májusában a Külügyminisztérium Kós Pétert – Indiában maradási kérelmét elutasítva – az Egyesült Államokba küldte. Kinevezték a Népköztársaság washingtoni követévé, egyben a New York-i állandó magyar ENSZ-képviselet vezetőjévé.

### Az 1956-os forradalom napjaiban
Saját (1990-ben tett) nyilatkozata szerint 1956. október 23-án a Magyar Rádió külföldi adását hallgatva értesült a budapesti tüntetésekről, és később is főleg a külföldi sajtóból, rádiókból szerzett híreket, mert a hivatalos külügyminisztériumi csatornákon alig kapott információt. Az eseményeket első perctől a szocialista államrenddel szemben álló ellenforradalomként kezelte: „Elsősorban aggódtam, mert attól féltem, hogy olyan változás következhet be Magyarországon, ami egyrészt anarchiához vezethet, vagy pedig egy horthysta jellegű restaurációhoz.”
1956. október 27-én Kós Péter rejtjeles táviratban tájékoztatta a budapesti Külügyminisztériumot, hogy a nyugati hatalmak az ENSZ elé akarják vinni a magyarországi felkelők ellen behívott szovjet csapatok beavatkozását. Arkagyij Szoboljev, a Szovjetunió ENSZ-be delegált képviselője figyelmeztette Kóst, és rajta keresztül a magyar külügyi vezetést, hogy a „magyar ügy” a legrövidebb időn belül az ENSZ Biztonsági Tanácsa elé kerülhet. Kós részletes tájékoztatást kért az otthon zajló eseményekről, és eligazítást kért, milyen nemzetközi jogi érvekkel tudná igazolni a szovjet katonai beavatkozást. Kérte mértékadó magyar külügyi vezető kiutazását és részvételét a kinti diplomáciai tárgyalásokban.
Kós rövidesen újabb táviratot küldött Budapestre, melyben közölte, hogy az ENSZ Biztonsági Tanácsa október 28-án, vasárnap, New York-i idő szerint délután 4 órakor – Nagy-Britannia, Franciaország és az Egyesült Államok beterjesztésére – napirendjére vette a magyarországi politikai helyzet megtárgyalását. Az ülésre Magyarország képviselőjét is meghívták. Közölte, Szoboljev szovjet ENSZ-képviselő azt szorgalmazza, hogy a kérdést a Biztonsági Tanács végleg törölje napirendjéről, vagy ha ez nem sikerül, akkor legalább az ülést napolják el október 31-ig. Kós sürgette, hogy a külügyminiszter vagy helyettese azonnal utazzon ki New York-ba. 
Október 28-án délelőtt Kós hivatalos úton megkapta a Nagy Imre-kormány nyilatkozatát, amely rögzítette, hogy a magyar forradalom és szabadságharc a Magyar Népköztársaság „belügye”, és tiltakozik a nyugati államok, ideértve az ENSZ-et is, illetéktelen beavatkozása ellen. A nyilatkozat szövegét az október 29-i magyarországi forradalmi sajtó is leközölte. A kormánynyilatkozat utasította Kóst, hogy a szöveget hivatalos magyar kormányálláspontként köröztesse. A kitűzött időpontban, 1956. október 28-án délután 4 órakor összeült az ENSZ Biztonsági Tanácsa, hogy megtárgyalja a magyar felkelés ügyét. Arkagyij Szoboljev szovjet ENSZ-képviselő tiltakozott a kérdés napirendre vétele ellen, és érvelését többek között a magyar kormánynyilatkozat szövegével támasztotta alá. Az ülés este 10 órakor véget ért, határozathozatal nélkül. 1990-es nyilatkozata szerint Kós „semmi mást nem tett, mint (…) következésképpen végrehajtotta azt, ami minden diplomatának elemi kötelessége: kormányának utasítását.” Varga László egy 1992-es cikkében ezt a kormány-nyilatkozatot (ill. azt ezt közlő táviratot) hamisítványnak minősítette, a hamisítással a szovjet diplomáciát, és magát Kóst is megvádolta.
Október 29-én, hétfőn a budapesti Szabad Népben, a Magyar Dolgozók Pártjának központi napilapjában is megjelent a kormány hivatalos állásfoglalása, „A magyar ENSZ-megbízott nyilatkozata” címmel. A szöveg szerint; Kós Péter, a Magyar Népköztársaság washingtoni rendkívüli követe és meghatalmazott minisztere, a Magyar Népköztársaság állandó ENSZ-megbízottja az alábbi nyilatkozatot adta át Dag Hammarskjöldnek, az ENSZ főtitkárának:

„A Magyar Népköztársaság kormányának tudomására jutott, hogy az Amerikai Egyesült Államok, Franciaország és Nagy-Britannia javaslatára 1956. október 28-án összeül az ENSZ Biztonsági Tanácsa a magyarországi eseményekkel kapcsolatos kérdések megtárgyalására. Ezzel kapcsolatban a Magyar Népköztársaság kormánya határozottan leszögezi, hogy 1956. október 23-án és az ezt követő napokban lezajlott események és az azok során hozott intézkedések a Magyar Népköztársaság kizárólagos belügyét képezik és ezért nem tartoznak az ENSZ hatáskörébe. A Magyar Népköztársaság kormánya egyben hangsúlyozza, hogy az elmúlt napokban lezajlott magyarországi belpolitikai eseményeknek semmiféle kihatása nincs a nemzetközi békére és biztonságra, és annak fenntartását a magyarországi események nem veszélyeztetik. Az ENSZ Alapokmányának I. fejezet 2. cikkely 7-es pontja a következőképpen hangzik: Jelen alapokmány egyetlen rendelkezése sem jogosítja fel az ENSZ-t arra, hogy olyan ügyekbe avatkozzon. amelyek lényegileg valamely állam belső joghatóságának keretébe tartoznak, és nem kötelezi a tagokat arra sem, hogy ilyen ügyeket a jelen alapokmánynak megfelelő rendelkezési eljárás alá bocsássák... Mindezek alapján a magyar kormány határozottan tiltakozik minden, Magyarország belügyeit érintő kérdés megtárgyalásának napirendre tűzése ellen. Mivel ilyen kérdéseknek az ENSZ-ben való megtárgyalása a Magyar Népköztársaság szuverenitásának súlyos megsértését jelentené, nyilvánvalóan ellentétben állna az ENSZ Alapokmányában lefektetett elvekkel.”

– Magyar Távirati Iroda, Szabad Nép, 1956. október 29.

A nyilatkozathoz az újság hozzáfűzte, hogy Szoboljev szovjet küldött és Jugoszlávia képviselője is tiltakozott a magyar ügy napirendre tűzése ellen. A Biztonsági Tanács 9 szavazattal, egy (szovjet) ellenszavazattal és egy (jugoszláv) tartózkodással napirendre tűzte a magyar helyzet tárgyalását, és felkérte Magyarország képviselőjét, Kós Pétert, hogy vegyen részt a vitában. Ekkor került először a magyarországi köztudatba Kós (vagy Koós) Péter neve.
Október 30-án a Honvédelmi Minisztérium közleményt adott ki a szovjet csapatok budapesti kivonásának megkezdéséről, ugyanezen a napon Obersovszky Gyula Igazság c. lapjában megjelent Geszti Pál „Azonnal váltsák le a hazaáruló ENSZ-delegátust!” c. cikke:

„Tegnap; amikor az egész világ szabadságszerető közvéleményének elemi erejű felháborodása a Biztonsági Tanács ügyrendjére kényszerítette a magyarországi eseményeket akkor Szoboljev szovjet delegátust egyetlen küldött támogatta: Koós Péter, Magyarország képviselője. A szégyenletesen szolgai állásfoglalásra olyan órákban került sor, amikor a világ úgyszólván minden napilapja, rádióállomása az ENSZ állásfoglalását sürgeti a hazánk belügyeibe történő erőszakos szovjet beavatkozás kérdésében. (…) Követeljük, hogy Nagy Imre kormánya nyilatkozzék ebben az ügyben. Egyetért-e Koós Péter gyalázatos magatartásával? Ha nem - amiben biztosak vagyunk -, hajlandó-e azonnal - ha másként ez nem lehetséges - rádió útján leváltani őt?”

– Geszti Pál, Igazság, 1956. október 30.

Az Igazság 5. számában, mely október 30-i dátumot visel, de október 31-én jelent meg, főcímben közölte: „Leváltották a hazaáruló Koós (sic!) Péter ENSZ-delegátust”:

„Koós Péter - a tegnapi Magyarországot képviselte az Egyesült Nemzetek Szervezetében, nem az igazi, nem a mai Magyarországot. 1956. október 31-én, szerdán délután 2 és 3 között hangzott el Nagy Imre miniszterelnök és Tildy Zoltán államminiszter sorsdöntő beszéde. (…) Egyebek között bejelentették, hogy a hazaáruló Koós Pétert felmentették megbízatásából, soha többé nem képviselheti nemzetünket az Egyesült Nemzetek Szervezetének színe előtt! Ismét győzött az igazság!”

– Igazság, 1956. október 30/31.

Másnap, november 1-jén a Magyar Nemzetben és az Igazságban megjelent, hogy Kós Pétert korábban Lev Konduktorovnak hívták, és nem is magyar, hanem szovjet állampolgár: „Kós Péter = Lev Konduktorov! Az Igazság Koós vagy Konduktorov?” A továbbiakban a magyarországi forradalmi sajtó hevesen támadta Kós személyét, Lev (vagy Igor) Konduktorov néven szovjet ügynöknek nevezték, kétségbe vonták magyar állampolgárságát, követelték azonnali elmozdítását, a forradalom előtt kinevezett, Rákositól és Hegedüstől örökölt külügyi káderekkel együtt. Az Igazság november 1-jei száma hevesen ostorozta a külképviseleteken működő káderek jellemét: „Megdöbbentő, miféle emberek ülnek követségeinken”, írta.
A következő napokban a Külügyminisztérium forradalmi bizottsága megkísérelte a „nagytakarítást”, de az idő rövidsége és a zavaros viszonyok erre nem adtak lehetőséget. November 2-án Kós Péter helyére hivatalosan Horváth Imre külügyminisztert küldték ki, aki azonban Bécsből nem washingtoni állomáshelyére, hanem Prágába szökött, megtagadva az együttműködést Nagy Imre kormányával. (Ezen a napon a BT előtt Szabó János, a delegáció első titkára jelent meg, aki helyett Szoboljev szovjet ENSZ-delegátus beszélt, és sikeresen elérte az ülés elhalasztását). Hasonló módon dezertált Puja Frigyes bécsi nagykövet, Magyarország későbbi külügyminisztere, aki szintén Csehszlovákiába szökött, és az Új Magyarország november 3-i száma szerint a prágai repülőtéren tett nyilatkozatban tagadta meg az őt kinevező kormányt. Tamás Aladár, az ország delhi nagykövete menedékjogot kért az indiai kormánytól. Bogdán István koppenhágai követ több munkatársával együtt a Szovjetunióba menekült.
November 3-án a Magyar Honvéd c. újság még mindig csak ezt írta: „Rövidesen intézkedések történnek a meg nem felelő többi követ leváltására is, így Leó Konduktorov (Koós Péter) washingtoni követére…” is. A Külügyminisztérium forradalmi bizottsága hivatalosan hazarendelte az akkor már szökésben lévő moszkovita külügyesek egy részér, így Horváth Imrét, Tamás Aladárt, sőt a külügyminiszter első helyettesét, Sík Endrét is. Egyes források szerint Kós a Nagy Imre-kormány megdöntésekor, november 4-én is állomáshelyén volt. A Magyar Nemzet-nek tett saját nyilatkozata szerint „November 3-án indultam haza, 5-én érkeztem Prágába, ott értesültem arról, hogy megtörtént a szovjet beavatkozás. Ugyanitt ért az a külügyminisztériumi utasítás, hogy haladéktalanul térjek vissza New Yorkba. Így tettem.”
Az események közvetlen tanúja, Hollai Imre, Kós Péter akkori New York-i helyettese, aki utána a hivatal tényleges vezetője volt, visszaemlékezéseiben azonban leírja, hogy Kós a BT október 28-i vitája után másnap egyszerűen eltűnt. Hollai véleménye szerint „egy baráti ország képviselete” azaz a szovjetek segítségével menekült el családjával együtt, és soha többé nem jelent meg a New York-i magyar képviseleten.
Zimándi Pius A forradalom éve. Krónika 1956-ból című, 1992-ben kiadott naplójának november 5-i fejezetében idézi a Kádár–Münnich-csoport közleményét a rádió reggeli adásában: „…a budapesti adó közli Kádár János és Münnich Ferenc levelét az ENSZ főtitkárához, amelyben bejelenti, hogy a Nagy Imre-kormány nincs már a helyén, és tiltakozik a magyar ügy tárgyalása ellen, mert ez az egész ügy magyar belügy (…) és megerősíti helyén Kós Pétert és Szabó Jánost, eddigi ENSZ-kiküldötteinket.” November 4-én az ENSZ Biztonsági Tanácsa meghozta 120. számú határozatát, melyben elítélte a Szovjetuniót a magyarországi katonai beavatkozása miatt. December 5-én az ENSZ ismét tárgyalta a magyar ügyet, itt már az ismét hivatalba helyezett Horváth Imre külügyminiszter olvasta fel a Kádár-kormány tiltakozását.

### 1957-től a rendszerváltásig
A forradalom leverése után Kós Pétert átvette a Kádár-rendszer külügyi szolgálata. Az „1956-os ellenforradalmi lázadás”-ról kiadott kormányzati Fehér könyvek nem említik sem nevét, sem ténykedését. 1957-ben a Külügyminisztérium afro-ázsiai főosztályának vezetője volt, 1958-ban Moszkvába küldték ki követtanácsosnak. 1961–1964 között a Magyar Népköztársaság ghánai nagykövete volt. 1964-1967 között a budapesti Külügyminisztériumban az ún. „Ázsiai nem-szocialista országok főosztályát (ÁNSzO)” vezette. 1967–1973 között a Magyar Népköztársaság nagykövete volt Indiában, majd előző munkahelyén, a Külügyminisztérium „ÁNSzO” főosztályán dolgozott. Doktori címet szerzett, de ennek időpontja és tartalma nem ismert. 1967-től tokiói magyar nagykövetként dolgozott 1983-ig, ekkor nyugdíjba ment. Ezután a Magyar Külügyi Intézet tudományos főmunkatársként alkalmazta az 1989-es rendszerváltásig. Közben a kínai és a japán nyelvvel foglalkozott.

### Az 1990-es rendszerváltás után
Az 1989/1990-es rendszerváltás után az 1956-os eseményeket újraértékelték, a sajtó ismét firtatni kezdte Kós Péter működését is. 1990 nyár elején Kós Obersovszky Gyulához, az újraindított Igazság főszerkesztőjéhez fordult, hogy tisztázza saját 1956-os ENSZ-béli szereplését. Szilvási Lajos író, újságíró, a lap akkori munkatársa hosszan beszélt vele, de saját visszaemlékezése szerint semmilyen új információt nem tudott meg tőle. Kós szerint az Igazság október 30. – november 1. közötti számaiban róla megjelent negatív információkat Félix Pál, a Külügyminisztérium forradalmi bizottságának elnöke sugalmazta a cikkírónak, Geszti Pálnak. Szilvási megkísérelt utánajárni ennek a közlésnek, de később (a főszerkesztőnek adott jelentése szerint) „számára az ügy elvesztette jelentőségét.”
1991. augusztus 22-én Magyar Nemzetben Murányi Gábor „A Konduktorov-ügy. Kormánynyilatkozatot ismertettem” címmel írt Kós Péterről: Leírta, hogy Kós még 1990 októberében hosszú (200 oldalnyi) életrajzi interjút mondott magnószalagra, melyet (Kós rendelkezése szerint) az 1956-os Intézet Oral History Archívumának adott át megőrzésre. Nyilatkozataiban Kós tagadta a vele szemben felhozott vádakat: „Nem felel meg a valóságnak, hogy én bármilyen hatásköri túllépést követtem volna el, s nem igaz az, hogy én valaha is szovjet állampolgár lettem volna.”
A História folyóirat 1992/8. számában Varga László „Az ENSZ és a magyar forradalom, 1956” c cikkében Kóst K. Kondriasev szovjet állampolgárnak nevezi és felelőssé teszi a Nagy-Imre kormánytól kapott, nemzetközi segítséget kérő táviratokban foglalt utasítások szabotálásáért. Varga a Magyar Nemzet 1992. október 22-i számában nyilatkozott, hogy Kós-Konduktorov ENSZ-beli tevékenysége döntően hozzájárult a magyar forradalom bukásához. Ugyanezt részletesen előadta a Népszabadságban, Pünkösti Árpáddal folytatott beszélgetésében, „Kós Péter miatt bukott el a forradalom?” cím alatt.
1993-ban Domonkos László személyesen hosszabb háttérbeszélgetést folytatott Kóssal, aki nagy mennyiségű adatot és dokumentumot adott át a szerzőnek, de interjú közléséhez nem járult hozzá. A História folyóirat 1993/056-os különszámában Murányi László vitatja Varga László elméletét a kormány-táviratok Kós általi meghamisításáról.
Az 1993-as könyvhétre (már Dr. Kós Péter néven) megjelentette Japán (1945-1992) – mélyponttól a csúcsig című könyvét a Villányi úti könyvek-sorozatban. A kötet Japán második világháború utáni fejlődésével foglalkozik. A könyvet P. Szabó József újságíró, az 1970-80-as évek Távol-Kelet-szakértője lektorálta.

## Művei
- Magyar-hindi szótár, Akadémiai Kiadó, Budapest, 1973[3]
- India nemzetközi helyzete és külpolitikai törekvései, „Szolgálati használatra!” készült kiadvány, Magyar Külügyi Intézet, Budapest, 1975
- Japán (1945-1992) – mélyponttól a csúcsig, kiadó: Villányi úti Konferenciaközpont, Szabadegyetem Alapítvány, a Japán Alapítvány támogatásával, Budapest, 1993[9]